# La educación como práctica de la libertad
La educación como práctica de la libertad es una obra del pedagogo brasileño Paulo Freire quien establece una ruptura en la concepción de la educación producto de la ruptura de la dictadura vivida en la época. Aquí, el autor se plantea la idea de educar, en medio de grandes transformaciones que se suscitaron en Latinoamérica, principalmente en la segunda mitad del siglo XX. La verdadera educación consiste en el accionar del hombre , y para eso necesita reflexionar y transformar el mundo, siendo un sujeto activo. Además, considera que no hay que adaptarse a las sociedades sino transformarlas y considera que todo cambio es necesario para el fortalecimiento social. La conciencia crítica, posibilita integrarse a una sociedad en transición, que se contradice y cambia. Ayudar al hombre y recuperarse es el principal objetivo, haciéndolo partícipe de sus propios problemas, negando la política asistencialista que limita la capacidad de responsabilidad del individuo.

## Pedagogía Crítica
Es un tipo de práctica pedagógica que se usa para alcanzar un pensamiento crítico, donde el autor considera que dentro del condicionamiento histórico de la sociedad es necesaria la concientización de las masas, a través de la educación, quien hace posible un individuo autorreflexivo en tiempo y espacio, generando una contradicción con el concepto tradicional de educación( lo que llamaba educación " bancaria", quien no ha superado la contradicción educador-educando estableciéndose como pautas: 
1) El educador siempre educa; el educando es el educado.
2) El educador es quien disciplina; el educando es el disciplinado.
3) El educador es quien habla; el educando  el que escucha.